# Kościół Wniebowzięcia Najświętszej Maryi Panny we Władysławowie
Kościół Wniebowzięcia Najświętszej Maryi Panny we Władysławowie – rzymskokatolicki kościół parafialny mieszczący się we Władysławowie, w województwie pomorskim. Należy do dekanatu morskiego w archidiecezji gdańskiej.

## Historia

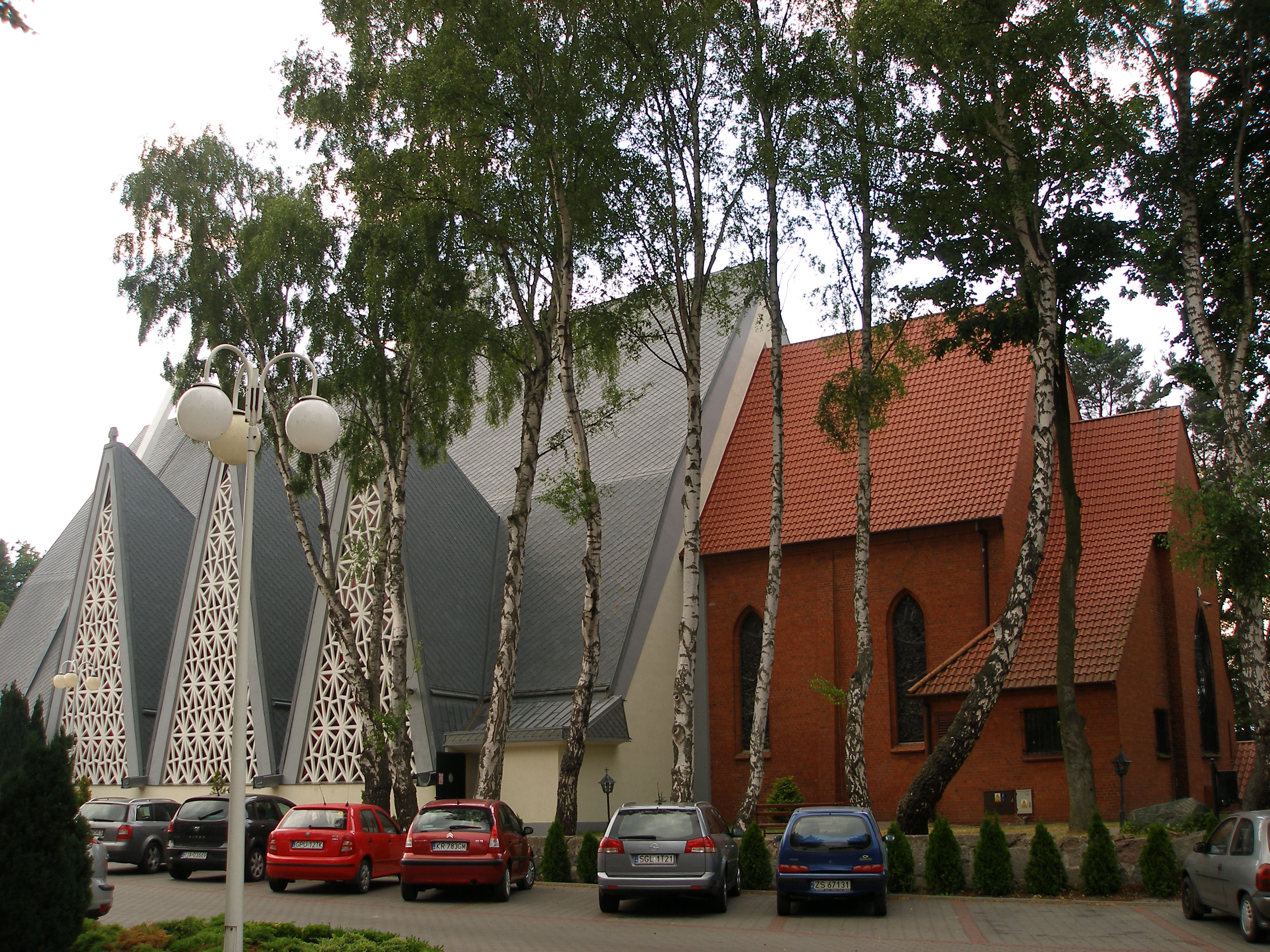
Połączenie neogotyckiej kaplicy z modernistycznym korpusem nawowym

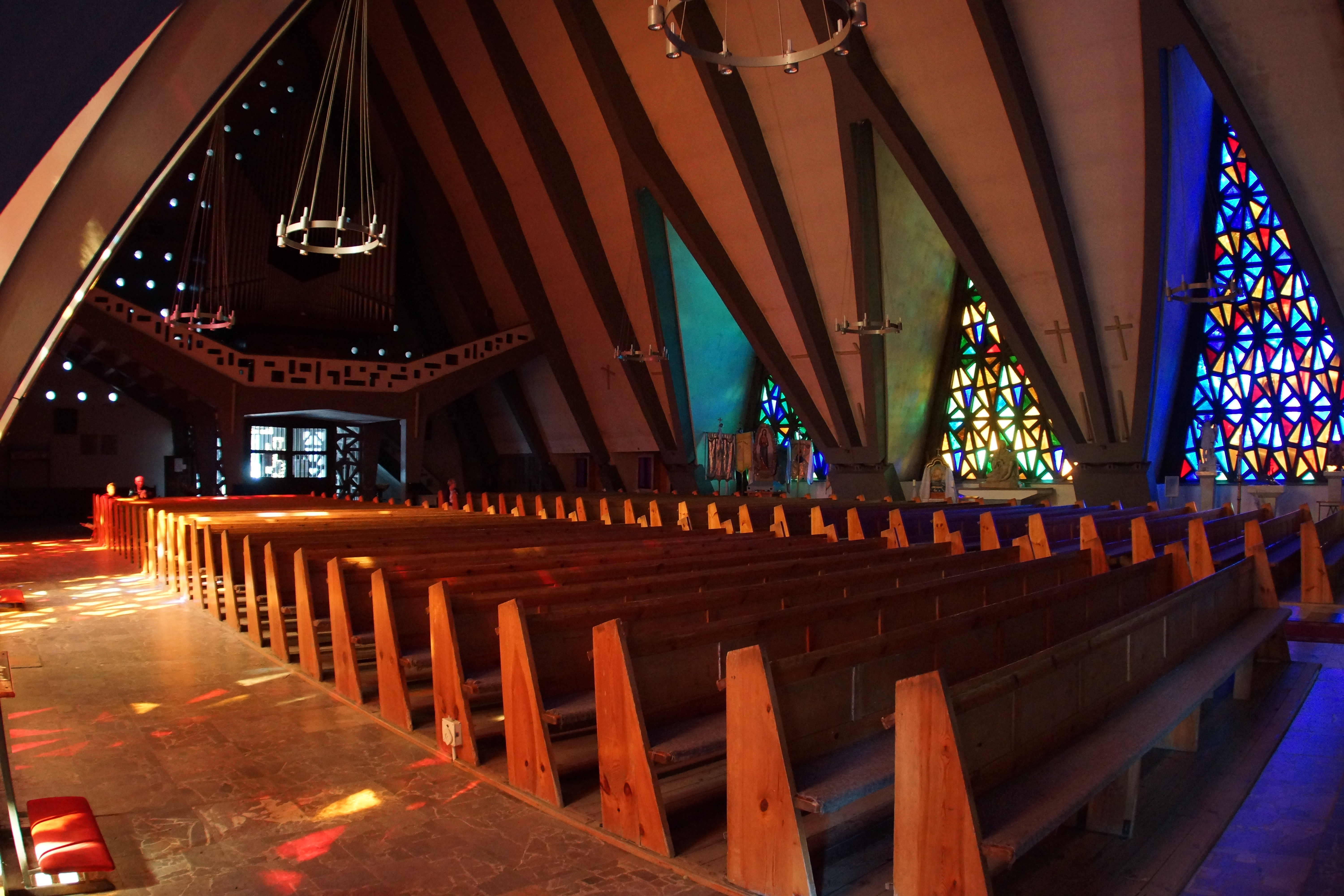
Wnętrze świątyni

Kamień węgielny pod budowę kaplicy w ówczesnej Wielkiej Wsi został położony w 1930 roku. Następnie, dzięki staraniom Towarzystwa Przyjaciół Hallerowa i księdza Kazimierza Marklejna wzniesiono z czerwonej cegły neogotycki kościół o jednej nawie pod wezwaniem św. Wojciecha. Budowę zakończono w 1935 roku. Poświęcenia dokonał ks. bp morski Okoniewski.
Po zakończeniu II wojny światowej opiekę nad świątynią przejęli kapłani z Towarzystwa Chrystusowego dla Polonii Zagranicznej, natomiast w 1957 roku, w czasie urzędowania proboszcza księdza Alojzego Piłata TChr, została podjęta decyzja o rozbudowie starej świątyni i został położony kamień węgielny pod nowy kościół, którego projekt oparty był na przeznaczeniu starej budowli jako prezbiterium. Nowa świątynia nosząca wezwanie Wniebowzięcia Matki Boskiej Królowej Wychodźstwa Polskiego jest korpusem nawowym kościoła. W 1987 roku kościół został wpisany do rejestru zabytków województwa gdańskiego, decyzja ta została uzasadniona zastosowaniem nietypowych rozwiązań konstrukcyjnych oraz wzorcowym zharmonizowaniem neogotyckiej kaplicy z modernistycznym korpusem nawowym. W latach 1996–1997 została wybudowana wieża – dzwonnica, według projektu Szczepana Bauma i konstruktora Antoniego Gronka, która nawiązuje formą i materiałem do stylu świątyni.
Zdjęcie świątyni zostało umieszczona na przedniej stronie okładki albumu Kościoły w Polsce odbudowane i wybudowane 1945-1965 wydanego na Milenium chrztu Polski.

## Architektura
Kościół został zaprojektowany przed dwóch gdańskich architektów: wspomnianego wyżej Szczepana Bauma i Andrzeja Kuleszę. Żelbetowy szkielet jest podtrzymywany przez bardzo duży, dwuspadowy dach. Z lewej i prawej strony dachu znajdują się stożkowate, wąskie i strzeliste kaplice boczne. Świątynia nie posiada dekoracji: elewacja frontowa jest ozdobiona jedynie układem okrągłych okienek na prawie całej jej powierzchni. Wnętrze jest skromnie wyposażone i jest ozdobione światłem przez ozdobione witrażami wąskie pasy okien.